# Michelito Lagravère
Michelito Lagravère né le 1er décembre 1997 à Mérida (Mexique, État du Yucatán), est un matador franco-mexicain.

## La dynastie Lagravère
Il est le deuxième de la dynastie taurine Lagravère qui compte déjà son père, fils d'enseignants de Vic-Fezensac, installé au Mexique depuis 1994 et qui dirige l'école taurine « Silverio Pérez » de Mérida, comptant 23 élèves. Michel a fait sa despedida en 2008. Michelito est suivi de son plus jeune frère André Lagravère, novillero qui a fait sa présentation dans les arènes d'Arroyo situées dans district fédéral de Mexico le 1er septembre 2012. André n'a que 13 ans. Le père attend avec impatience le moment où ses enfants pourront se présenter en France. Sa mère, Diane Peniche, dirige les arènes de Mérida.

## Des débuts contestés en France
La carrière de Michelito Lagravère est celle d'un enfant prodige. Jacques Durand dresse ainsi le portrait du garçon en 2008 : « Son héros c'est Bob l'éponge. Pas Manolete. Et après ses corridas il est capable, comme à Campeche, de filer directement sur la grande roue en habit de lumières. Michelito a 10 ans et demi et, comme l'an dernier, il torée cet été en France des veaux qui ne sont ni piqués, ni banderillés, ni tués. Lui n'est pas payé. Michelito arrive du Mexique, avec son papa Michel, sa maman Diane, son petit frère Andrésito, 9 ans, également torero. Le voyage a été financé par la gouverneur de l'État du Yucatan dont il est originaire. Pour pouvoir toréer en France Michelito s'est inscrit à l'école de tauromachie d'Arles et son directeur Paquito Leal affirme que « c'est un petit génie comme il en sort tous les dix ans »(…) Michelito est célèbre au Mexique et jusqu'au Pérou (…) jusqu'en Chine et au Japon, s'aligne dans des corridas mixtes avec des types comme El Pana, Capetillo, ou son propre papa. »

## Carrière
Lors du passage de Michelito en France en 2008, en raison des interdictions obtenues par l'Alliance Anticorrida, il ne put concourir à Arles, mais participa quelques jours plus tard à une corrida à Hagetmau.
L'année suivante, en 2009, Michelito fait ses débuts de novillero au Pérou dans les arènes de Acho.
Le 3 avril 2011, Michelito fait sa présentation dans la monumentale de Aguascalientes.
Le jour de son alternative, à 14 ans, onze mois et 25 jours, Michelito devint le plus jeune matador de l'histoire, devant El Juli (15 ans et 11 mois), Emilio Muñoz (16 ans et 10 mois) ou encore Joselito (17 ans et 4 mois). Ce jour-là, devant son parrain Sébastien Castella et son témoin Juan Pablo Sánchez, il a coupé une oreille au taureau Sureño de 610 kg, issu de la ganadería Bernaldo de Quirós. Sa performance au Mexique a été commenté jusqu'en Europe,,, et aux États-Unis.
En 2012 il totalisait un si grand nombre de paseos, d'oreilles et de queues, qu'il dépassait le record du torero prodige Luis Miguel Dominguín.